# Phil Monroe
Pour les articles homonymes, voir Monroe.
Phil Monroe est un animateur de dessins animés et réalisateur américain né le 31 octobre 1916 décédé le 13 juillet 1988 à Los Angeles (États-Unis).

## Biographie
Phil Monroe commence sa carrière chez Leon Schlesinger Productions (devenu Warner Bros. Cartoons) en juin 1934 en tant qu’intervalliste. En décembre 1935, il devient animateur à part entière.
Monroe est l'un des animateurs fétiches de Chuck Jones, avec Ken Harris, Ben Washam et Abe Levitow. En 1951, il entre à l'UPA sous la direction de John Hubley et Pete Burness. Il quitta finalement l'UPA pour devenir indépendant et, en 1959, il retourne chez la Warner pour diriger leur département de publicités. 
Il est finalement retourné dans le département animation en tant qu'animateur dans l'équipe de Jones et a été choisi pour terminer deux courts métrages (The Iceman Ducketh , Woolen Under Where) dans l'équipe de Chuck Jones après le licenciement de Jones. Après la fermeture de Warner Bros. Cartoons en 1963, Monroe a effectué de nombreux séjours d'animation jusqu'à ce qu'il se retrouve chez Chuck Jones Productions. Il continuerait à animer pour Jones jusqu'à sa retraite et réalise notamment Un Noël de Chipmunk (A Chipmunk Christmas), un spécial Noël avec Alvin et les Chipmunks.

## Filmographie
Comme réalisateur
- 1963 : Woolen Under Where
- 1964 : The Iceman Ducketh
- 1980 : Spaced Out Bunny (TV)
- 1980 : Portrait of the Artist as a Young Bunny (TV)
- 1980 : Soup or Sonic (TV)
- 1980 : Bugs Bunny's Bustin' Out All Over (TV)
- 1981 : Le Monde fou, fou, fou de Bugs Bunny (The Looney, Looney, Looney Bugs Bunny Movie)
- 1981 : Un Noël de Chipmunk (A Chipmunk Christmas)
- 1983 : L'Île fantastique de Daffy Duck (Daffy Duck's Movie: Fantastic Island)
 Comme animateur

- 1937 : Clean Pastures
- 1937 : Plenty of Money and You
- 1938 : Jungle Jitters
- 1939 : Naughty But Mice
- 1940 : Bonne nuit Elmer (Good Night Elmer)
- 1941 : Joe Glow, the Firefly
- 1942 : La Traque hypnotique (The Hare-Brained Hypnotist)
- 1943 : The Fifth-Column Mouse
- 1943 : The Wise Quacking Duck
- 1943 : Porky à l'hôtel (Porky Pig's Feat)
- 1947 : Scent-imental Over You
- 1948  : A Feather in His Hare
- 1948 : Un lapin qui a du punch (Rabbit Punch)
- 1948 : Voyage organisé (Haredevil Hare)
- 1948 : Voir devise et mourir (Daffy Dilly)
- 1948 : Docteur en kilt et Mister Bunny (My Bunny Lies Over the Sea)
- 1949 : Bugs Bunny casse-noisettes (Long-Haired Hare)
- 1949 : Vite fais, mal fait (Fast and Furry-ous)
- 1949 : Escapade polaire (Frigid Hare)
- 1949 : Relent d'amour (For Scent-imental Reasons)
- 1950 : Le Mouron rouge (The Scarlet Pumpernickel)
- 1950 : Sans terrier fixe (Homeless Hare)
- 1950 : Questions pour un cochon (The Ducksters)
- 1951 : Chassé-croisé (Rabbit Fire)
- 1952 : Opération Lapin (Operation Rabbit)
- 1952 : Beep, Beep
- 1976 : Carnival of the Animals
- 1978 : A Connecticut Rabbit in King Arthur's Court
- 1980 : Duck Dodgers and the Return of the 24½th Century
- 1981 : Un Noël de Chipmunk (A Chipmunk Christmas)